# Saint-Thibault (Côte-d’Or)
Saint-Thibault ist eine französische Gemeinde mit 155 Einwohnern (Stand 1. Januar 2022) im Département Côte-d’Or in der Region Bourgogne-Franche-Comté. Sie gehört zum Kanton Semur-en-Auxois und zum Arrondissement Montbard. 

## Lage
Die Gemeinde liegt in der Naturlandschaft Auxois, rund 14 Kilometer nordwestlich von Pouilly-en-Auxois. Das Gemeindegebiet wird vom Canal de Bourgogne und dem parallel verlaufenden Fluss Armançon durchquert. Die Autobahn A6 verläuft im Südwesten, knapp außerhalb des Gemeindegebietes.
Nachbargemeinden sind im Nordwesten Clamerey, im Norden Velogny, im Nordosten Marcilly-et-Dracy, im Osten Vitteaux, im Südosten Beurizot, im Süden Thorey-sous-Charny und im Südwesten Normier. 

## Bevölkerungsentwicklung
| Jahr                       | 1962 | 1968 | 1975 | 1982 | 1990 | 1999 | 2008 | 2015 |
| -------------------------- | ---- | ---- | ---- | ---- | ---- | ---- | ---- | ---- |
| Einwohner                  | 188  | 181  | 161  | 144  | 141  | 138  | 148  | 161  |
| Quellen: Cassini und INSEE |      |      |      |      |      |      |      |      |

## Sehenswürdigkeiten

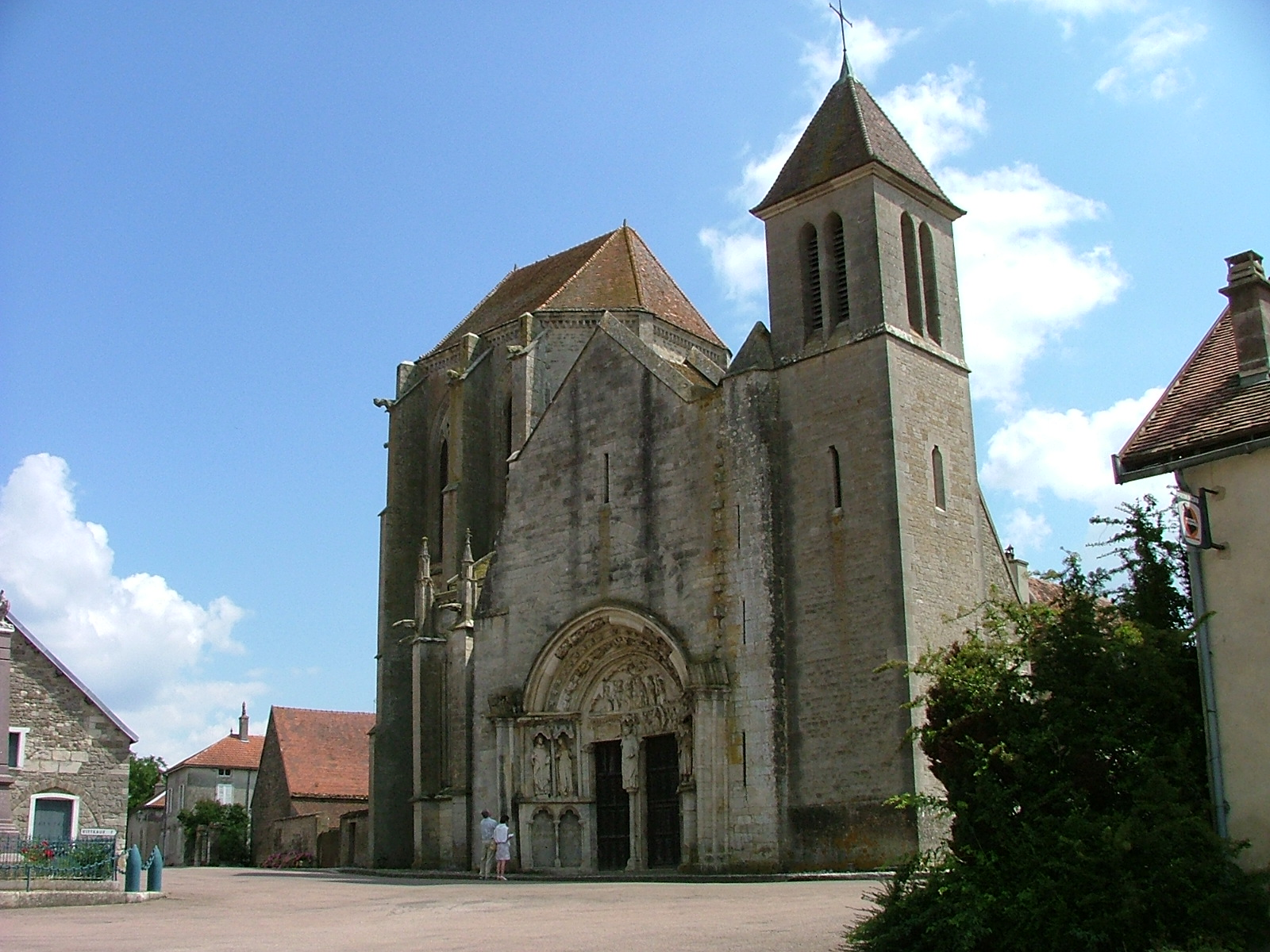
Kirche Saint-Thibault

- Gotische Kirche Saint-Thibault, seit 1840 ein Monument historique